# Läsdagbok
En läsdagbok är en bok där man antecknar vilka böcker man har läst, samt eventuellt datum, författare och kommentar. Det kan också vara en skrift man utför under det att man läser en bok. Då antecknar man, efter varje tillfälle man läst ur boken, de reflektioner man själv erfarit under läsningen.